# Велдон Олсон
Велдон Хауард „Велди” Олсон (енгл. Weldon Howard "Weldy" Olson; Маркет, 12. новембар 1932 — Финдли, 13. мај 2023) био је амерички аматерски хокејаш на леду и двоструки олимпијац. Играо је на позицијама крилног нападача.
Играо је за екипу Мичиген стејт универзитета од 1951. до 1960, а потом и наредне 4 сезоне у дресу сениорске репрезентације Сједињених Држава. Са америчким тимом освојио је две олимпијске медаље, злато на ЗОИ 1960. у америчком Скво Валију и сребро 4 године раније на ЗОИ 1956. у италијанској Кортини.
Његова старија браћа Едвард и Тед такође су се бавили хокејом на леду.